# Central Park (strip)
Central Park is een stripreeks die begonnen is in april 2005 met Jean-Luc Cornette als schrijver en Christian Durieux als tekenaar. De reeks wordt uitgegeven bij Dupuis.

## Album
1. Central Park